# Nycticeinops happoldorum
Nycticeinops happoldorum és una espècie de ratpenat de la família dels vespertiliònids. Viu a Guinea i Libèria. El seu hàbitat natural són les selves pluvials. Els espècimens que foren utilitzats per descriure l'espècie el 2019 foren recollits durant un estudi d'impacte ambiental dut a terme el 2008. Fou anomenat en honor dels mastòlegs David i Meredith Happold. Com que fou descoberta fa poc, l'estat de conservació d'aquesta espècie encara no ha estat avaluat formalment.